# Heliograf (meteorologia)

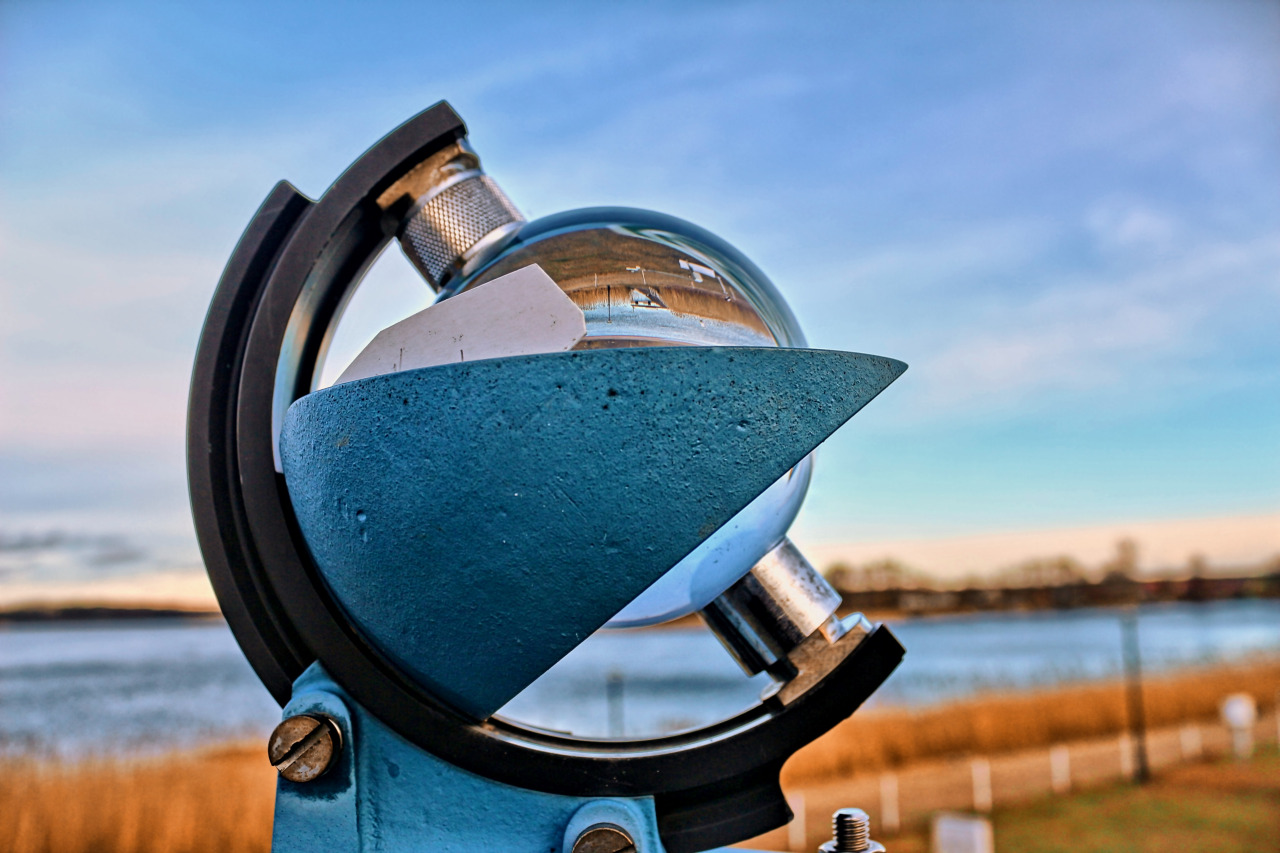
Heliograf

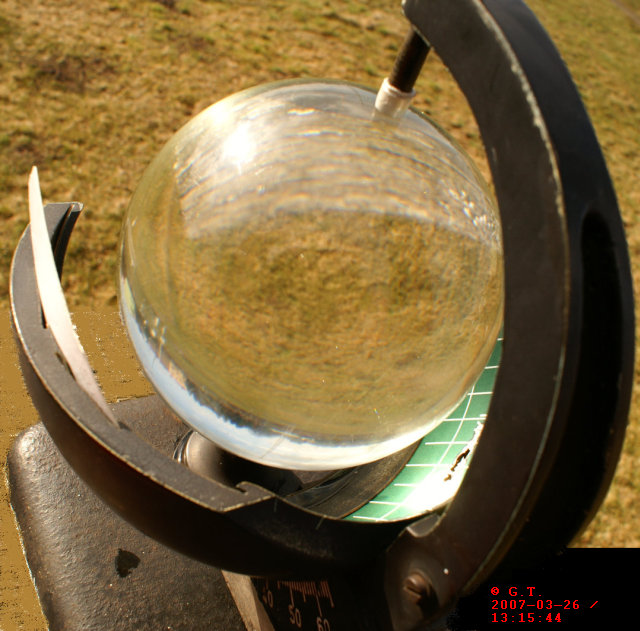
Heliograf Campbella-Stokesa

Heliograf – przyrząd pomiarowy do pomiaru czasu usłonecznienia rzeczywistego, czyli czasu, w którym pomiędzy tarczą Słońca a wybranym punktem na Ziemi nie było zachmurzenia.

## Zasada działania
Zasada działania heliografu opiera się na wykorzystaniu efektu cieplnego lub fotochemicznego, wywoływanego przez promieniowanie słoneczne. 
Heliograf Campbella-Stokesa składa się ze szklanej kuli, pełniącej funkcję soczewki, która skupia promienie słoneczne na odpowiednio ukształtowanym pasku papieru (są one zróżnicowane w zależności od pory roku – najdłuższy i najniżej położony pasek letni, pasek średni wiosenno-jesienny i najwyżej wkładany oraz najkrótszy pasek zimowy). Skupiony promień światła słonecznego wypala ślad, którego długość określa czas operowania Słońca z dokładnością do 6 minut (1/10 godziny). Na podobnej zasadzie działają heliografy rejestrujące czas padania promieni słonecznych na papierze światłoczułym.
Inne konstrukcje, do których nazwy heliograf się nie stosuje, wykorzystują element światłoczuły albo ciepłoczuły (np. DSU12 firmy Vaisala); wynik pomiaru jest zapisywany elektronicznie z dokładnością rzędu 1 s.
Został opatentowany w 1880 r.